# Fleetwood Mac/Auszeichnungen für Musikverkäufe

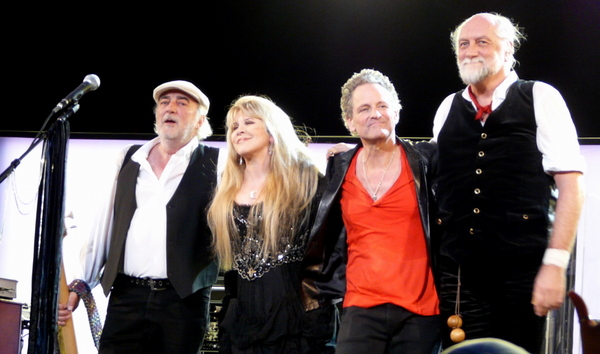
Fleetwood Mac (2009)

Dies ist eine Übersicht über die Auszeichnungen für Musikverkäufe der britisch-US-amerikanischen Rockband Fleetwood Mac. Die Auszeichnungen finden sich nach ihrer Art (Gold, Platin usw.), nach Staaten getrennt in chronologischer Reihenfolge, geordnet sowie nach den Tonträgern selbst, ebenfalls in chronologischer Reihenfolge, getrennt nach Medium (Alben, Singles usw.), wieder.

## Auszeichnungen
| - Vereinigtes Königreich - 1979: für die Single Tusk - 2021: für die Single Sara - 2022: für das Lied Gold Dust Woman - 2023: für das Lied I Dont Want To Know - 2023: für das Lied Say You Love Me - Argentinien - 2002: für das Album The Very Best of Fleetwood Mac - Australien - 1990: für das Album Behind the Mask - 2005: für das Videoalbum Tango in the Night - Belgien - 1978: für das Album Rumours - Dänemark - 2023: für das Lied Landslide - 2024: für die Single Little Lies - Deutschland - 1980: für das Album Tusk - 1990: für das Album Behind the Mask - 1993: für das Album Mirage - Frankreich - 1982: für das Album Tusk - 1988: für das Album Mirage - 1989: für das Album Greatest Hits - Hongkong - 1989: für das Album Tango in the Night - 1990: für das Album Greatest Hits - Italien - 2023: für die Single Go Your Own Way - 2023: für das Lied The Chain - 2024: für die Single Everywhere - Kanada - 2003: für das Album Say You Will - Neuseeland - 1982: für das Album Mirage - 2003: für das Album Say You Will - Niederlande - 1988: für das Album The Best Of - 1990: für das Album Behind the Mask - 2005: für das Album The Very Best of Fleetwood Mac - Norwegen - 2020: für die Single Dreams - Portugal - 2024: für das Album Rumours - Schweiz - 1989: für das Album Greatest Hits - 1990: für das Album Behind the Mask - Spanien - 1999: für das Album Rumours - 2001: für das Album Mirage - 2024: für die Single Go Your Own Way - 2024: für das Lied The Chain - 2025: für das Lied Landslide - Vereinigte Staaten - 1976: für das Album Mystery to Me - 1977: für die Single Dreams - 1981: für das Album Live - 1990: für das Album Behind the Mask - 1990: für das Videoalbum Tango in the Night - 2000: für das Album Future Games - 2003: für das Album Say You Will - 2009: für das Lied Landslide - Vereinigtes Königreich - 1978: für das Album Fleetwood Mac - 1981: für das Album Live - 1990: für das Album The Collection - 2003: für das Album Say You Will - 2008: für das Album Rumours (2004 Issue) - 2013: für das Album The Best of Peter Green’s Fleetwood Mac - 2013: für das Album The Best Of - 2021: für das Album 25 Years – The Chain - 2022: für die Single Seven Wonders - 2023: für die Single Big Love - 2024: für das Videoalbum Live in Boston - 2025: für das Lied Silver Springs - 2025: für das Lied Second Hand News | - Frankreich - 2001: für das Album The Very Best of Fleetwood Mac - Südafrika - 1978: für das Album Rumours - Australien - 1997: für das Album The Dance - Belgien - 2007: für das Album Greatest Hits - 2007: für das Album The Very Best of Fleetwood Mac - Dänemark - 2023: für die Single Everywhere - 2024: für die Single Go Your Own Way - 2024: für das Lied The Chain - 2025: für das Album Tango in the Night - Deutschland - 1993: für das Album Greatest Hits - Frankreich - 2001: für das Album Rumours - Hongkong - 1979: für das Album Rumours - Island - 2022: für das Album Rumours - Italien - 2024: für das Album Rumours - 2024: für die Single Dreams - Kanada - 1976: für das Album Fleetwood Mac - 1982: für das Album Mirage - 1998: für das Album The Dance - 2004: für das Album The Very Best of Fleetwood Mac - Neuseeland - 2008: für das Videoalbum In Concert: Mirage Tour ’82 - 2013: für das Album The Dance - 2021: für die Single Tusk - 2021: für die Single Seven Wonders - 2024: für das Lied Gold Dust Woman - 2024: für das Lied Silver Springs - Niederlande - 1978: für das Album Rumours - 1980: für das Album Tusk - 1988: für das Album Tango in the Night - 1989: für das Album Greatest Hits - Schweiz - 1992: für das Album Tango in the Night - Spanien - 1999: für das Album Tango in the Night - 2024: für die Single Dreams - 2024: für die Single Everywhere - Vereinigte Staaten - 1988: für das Album Bare Trees - 1998: für das Videoalbum The Dance - 2004: für das Videoalbum Live in Boston - Vereinigtes Königreich - 1980: für das Album Tusk - 1989: für das Album Mirage - 1990: für das Album Behind the Mask - 2013: für das Videoalbum The Dance - 2016: für das Album The Dance - 2022: für die Single Don’t Stop - 2022: für die Single Rhiannon (Will You Ever Win) - 2024: für die Single Gypsy - 2024: für die Single Songbird - 2024: für das Lied Never Going Back Again - 2025: für die Single You Make Loving Fun - 2025: für die Single Albatross - Australien - 1996: für das Album Mirage - 1996: für das Album Tusk - 2008: für das Videoalbum In Concert: Mirage Tour ’82 - 2015: für das Album 25 Years – The Chain - Dänemark - 2022: für das Album Greatest Hits - 2025: für die Single Dreams - Deutschland - 1995: für das Album Tango in the Night - Europa - 2010: für das Album The Very Best of Fleetwood Mac - Neuseeland - 1988: für das Album Tango in the Night - 2015: für das Album 25 Years – The Chain - 2023: für das Album Fleetwood Mac - 2024: für das Lied Never Going Back Again - 2024: für die Single You Make Loving Fun - Portugal - 2025: für die Single Dreams - Spanien - 2000: für das Album Greatest Hits - Vereinigte Staaten - 1984: für das Album Mirage - 1984: für das Album Tusk - Vereinigtes Königreich - 2024: für die Single Little Lies - 2024: für das Lied Landslide | - Deutschland - 2006: für das Album Rumours - Irland - 1988: für das Album Tango in the Night - 2005: für das Album The Very Best of Fleetwood Mac - Neuseeland - 1980: für das Album Tusk - 2024: für die Single Gypsy - 2024: für die Single Little Lies - 2024: für die Single Don’t Stop - Vereinigte Staaten - 2000: für das Album Tango in the Night - Vereinigtes Königreich - 1991: für das Album Greatest Hits - Australien - 1996: für das Album Fleetwood Mac - 1996: für das Album Tango in the Night - Dänemark - 2024: für das Album Rumours - Neuseeland - 2024: für die Single Rhiannon (Will You Ever Win) - Vereinigte Staaten - 2018: für das Album The Very Best of Fleetwood Mac - Kanada - 1988: für das Album Tango in the Night - Neuseeland - 2024: für das Lied Landslide - Vereinigte Staaten - 2000: für das Album The Dance - Vereinigtes Königreich - 2025: für das Album 50 Years – Don’t Stop - 2025: für das Lied The Chain - 2025: für die Single Go Your Own Way - Neuseeland - 2007: für das Videoalbum The Dance - Vereinigtes Königreich - 2025: für die Single Everywhere - 2025: für die Single Dreams - Neuseeland - 2013: für das Album The Very Best of Fleetwood Mac - 2025: für die Single Everywhere - Vereinigtes Königreich - 2023: für das Album The Very Best of Fleetwood Mac - Australien - 2016: für das Album The Very Best of Fleetwood Mac - Neuseeland - 2025: für das Lied The Chain - Vereinigte Staaten - 2000: für das Album Greatest Hits - Vereinigtes Königreich - 2004: für das Album Tango in the Night - Australien - 2001: für das Album Greatest Hits - 2011: für das Videoalbum The Dance - Neuseeland - 2024: für die Single Go Your Own Way - Vereinigte Staaten - 2025: für das Album Fleetwood Mac - Neuseeland - 2013: für das Album Greatest Hits - Australien - 2011: für das Album Rumours - Neuseeland - 2024: für das Album Rumours - Australien - 2024: für die Single Dreams - Neuseeland - 2025: für die Single Dreams - Vereinigtes Königreich - 2025: für das Album Rumours - Vereinigte Staaten - 2023: für das Album Rumours - Kanada - 1995: für das Album Rumours |

## Auszeichnungen nach Alben

### Future Games
| Land/Region               | Auszeichnungen für Musikverkäufe (Land/Region, Auszeichnung, Verkäufe) | Verkäufe |
| ------------------------- | ---------------------------------------------------------------------- | -------- |
| Vereinigte Staaten (RIAA) | Gold                                                                   | 500.000  |
| Insgesamt                 | 1× Gold ·                                                              | 500.000  |

### Bare Trees
| Land/Region               | Auszeichnungen für Musikverkäufe (Land/Region, Auszeichnung, Verkäufe) | Verkäufe  |
| ------------------------- | ---------------------------------------------------------------------- | --------- |
| Vereinigte Staaten (RIAA) | Platin                                                                 | 1.000.000 |
| Insgesamt                 | 1× Platin ·                                                            | 1.000.000 |

### Mystery to Me
| Land/Region               | Auszeichnungen für Musikverkäufe (Land/Region, Auszeichnung, Verkäufe) | Verkäufe |
| ------------------------- | ---------------------------------------------------------------------- | -------- |
| Vereinigte Staaten (RIAA) | Gold                                                                   | 500.000  |
| Insgesamt                 | 1× Gold ·                                                              | 500.000  |

### Fleetwood Mac
| Land/Region                  | Auszeichnungen für Musikverkäufe (Land/Region, Auszeichnung, Verkäufe) | Verkäufe  |
| ---------------------------- | ---------------------------------------------------------------------- | --------- |
| Australien (ARIA)            | 4× Platin                                                              | 280.000   |
| Kanada (MC)                  | Platin                                                                 | 100.000   |
| Neuseeland (RMNZ)            | 2× Platin                                                              | 30.000    |
| Vereinigte Staaten (RIAA)    | 9× Platin                                                              | 9.000.000 |
| Vereinigtes Königreich (BPI) | Gold                                                                   | 150.000   |
| Insgesamt                    | 1× Gold · 16× Platin ·                                                 | 9.560.000 |

### Rumours
| Land/Region                  | Auszeichnungen für Musikverkäufe (Land/Region, Auszeichnung, Verkäufe) | Verkäufe   |
| ---------------------------- | ---------------------------------------------------------------------- | ---------- |
| Australien (ARIA)            | 13× Platin                                                             | 950.000    |
| Belgien (BRMA)               | Gold                                                                   | 25.000     |
| Dänemark (IFPI)              | 4× Platin                                                              | 80.000     |
| Deutschland (BVMI)           | 5× Gold                                                                | 1.250.000  |
| Frankreich (SNEP)            | Platin                                                                 | 300.000    |
| Hongkong (IFPI/HKRIA)        | Platin                                                                 | 20.000     |
| Island (IFPI)                | Platin                                                                 | 5.000      |
| Italien (FIMI)               | Platin                                                                 | 50.000     |
| Kanada (MC)                  | 2× Diamant                                                             | 2.000.000  |
| Neuseeland (RMNZ)            | 14× Platin                                                             | 210.000    |
| Niederlande (NVPI)           | Platin                                                                 | 100.000    |
| Portugal (AFP)               | Gold                                                                   | 3.500      |
| Spanien (Promusicae)         | Gold                                                                   | 50.000     |
| Südafrika (RISA)             | 2× Gold                                                                | 50.000     |
| Vereinigte Staaten (RIAA)    | 21× Platin                                                             | 21.000.000 |
| Vereinigtes Königreich (BPI) | 17× Platin                                                             | 5.100.000  |
| Insgesamt                    | 5× Gold · 56× Platin · 4× Diamant ·                                    | 31.193.500 |

### Tusk
| Land/Region                  | Auszeichnungen für Musikverkäufe (Land/Region, Auszeichnung, Verkäufe) | Verkäufe  |
| ---------------------------- | ---------------------------------------------------------------------- | --------- |
| Australien (ARIA)            | 2× Platin                                                              | 140.000   |
| Deutschland (BVMI)           | Gold                                                                   | 250.000   |
| Frankreich (SNEP)            | Gold                                                                   | 100.000   |
| Neuseeland (RMNZ)            | 3× Platin                                                              | 60.000    |
| Niederlande (NVPI)           | Platin                                                                 | 100.000   |
| Vereinigte Staaten (RIAA)    | 2× Platin                                                              | 2.000.000 |
| Vereinigtes Königreich (BPI) | Platin                                                                 | 300.000   |
| Insgesamt                    | 2× Gold · 9× Platin ·                                                  | 2.950.000 |

### Live
| Land/Region                  | Auszeichnungen für Musikverkäufe (Land/Region, Auszeichnung, Verkäufe) | Verkäufe |
| ---------------------------- | ---------------------------------------------------------------------- | -------- |
| Vereinigte Staaten (RIAA)    | Gold                                                                   | 500.000  |
| Vereinigtes Königreich (BPI) | Gold                                                                   | 100.000  |
| Insgesamt                    | 2× Gold ·                                                              | 600.000  |

### Mirage
| Land/Region                  | Auszeichnungen für Musikverkäufe (Land/Region, Auszeichnung, Verkäufe) | Verkäufe  |
| ---------------------------- | ---------------------------------------------------------------------- | --------- |
| Australien (ARIA)            | 2× Platin                                                              | 140.000   |
| Deutschland (BVMI)           | Gold                                                                   | 250.000   |
| Frankreich (SNEP)            | Gold                                                                   | 100.000   |
| Kanada (MC)                  | Platin                                                                 | 100.000   |
| Neuseeland (RMNZ)            | Gold                                                                   | 10.000    |
| Spanien (Promusicae)         | Gold                                                                   | 50.000    |
| Vereinigte Staaten (RIAA)    | 2× Platin                                                              | 2.000.000 |
| Vereinigtes Königreich (BPI) | Platin                                                                 | 300.000   |
| Insgesamt                    | 4× Gold · 6× Platin ·                                                  | 2.850.000 |

### Tango in the Night
| Land/Region                  | Auszeichnungen für Musikverkäufe (Land/Region, Auszeichnung, Verkäufe) | Verkäufe  |
| ---------------------------- | ---------------------------------------------------------------------- | --------- |
| Australien (ARIA)            | 4× Platin                                                              | 280.000   |
| Dänemark (IFPI)              | Platin                                                                 | 20.000    |
| Deutschland (BVMI)           | 2× Platin                                                              | 1.000.000 |
| Hongkong (IFPI/HKRIA)        | Gold                                                                   | 10.000    |
| Irland (IRMA)                | 3× Platin                                                              | 60.000    |
| Kanada (MC)                  | 5× Platin                                                              | 500.000   |
| Neuseeland (RMNZ)            | 2× Platin                                                              | 40.000    |
| Niederlande (NVPI)           | Platin                                                                 | 100.000   |
| Schweiz (IFPI)               | Platin                                                                 | 50.000    |
| Spanien (Promusicae)         | Platin                                                                 | 100.000   |
| Vereinigte Staaten (RIAA)    | 3× Platin                                                              | 3.000.000 |
| Vereinigtes Königreich (BPI) | 8× Platin                                                              | 2.400.000 |
| Insgesamt                    | 1× Gold · 41× Platin ·                                                 | 7.560.000 |

### The Collection
| Land/Region                  | Auszeichnungen für Musikverkäufe (Land/Region, Auszeichnung, Verkäufe) | Verkäufe |
| ---------------------------- | ---------------------------------------------------------------------- | -------- |
| Vereinigtes Königreich (BPI) | Gold                                                                   | 100.000  |
| Insgesamt                    | 1× Gold ·                                                              | 100.000  |

### Greatest Hits
| Land/Region                  | Auszeichnungen für Musikverkäufe (Land/Region, Auszeichnung, Verkäufe) | Verkäufe   |
| ---------------------------- | ---------------------------------------------------------------------- | ---------- |
| Australien (ARIA)            | 9× Platin                                                              | 680.000    |
| Belgien (BRMA)               | Platin                                                                 | 50.000     |
| Dänemark (IFPI)              | 2× Platin                                                              | 40.000     |
| Deutschland (BVMI)           | Platin                                                                 | 500.000    |
| Frankreich (SNEP)            | Gold                                                                   | 100.000    |
| Hongkong (IFPI/HKRIA)        | Gold                                                                   | 10.000     |
| Neuseeland (RMNZ)            | 11× Platin                                                             | 165.000    |
| Niederlande (NVPI)           | Platin                                                                 | 100.000    |
| Schweiz (IFPI)               | Gold                                                                   | 25.000     |
| Spanien (Promusicae)         | 2× Platin                                                              | 200.000    |
| Vereinigte Staaten (RIAA)    | 8× Platin                                                              | 8.000.000  |
| Vereinigtes Königreich (BPI) | 3× Platin                                                              | 900.000    |
| Insgesamt                    | 3× Gold · 38× Platin ·                                                 | 10.910.000 |

### Behind the Mask
| Land/Region                  | Auszeichnungen für Musikverkäufe (Land/Region, Auszeichnung, Verkäufe) | Verkäufe  |
| ---------------------------- | ---------------------------------------------------------------------- | --------- |
| Australien (ARIA)            | Gold                                                                   | 35.000    |
| Deutschland (BVMI)           | Gold                                                                   | 250.000   |
| Niederlande (NVPI)           | Gold                                                                   | 50.000    |
| Schweiz (IFPI)               | Gold                                                                   | 25.000    |
| Vereinigte Staaten (RIAA)    | Gold                                                                   | 500.000   |
| Vereinigtes Königreich (BPI) | Platin                                                                 | 300.000   |
| Insgesamt                    | 5× Gold · 1× Platin ·                                                  | 1.160.000 |

### 25 Years – The Chain
| Land/Region                  | Auszeichnungen für Musikverkäufe (Land/Region, Auszeichnung, Verkäufe) | Verkäufe |
| ---------------------------- | ---------------------------------------------------------------------- | -------- |
| Australien (ARIA)            | 2× Platin                                                              | 140.000  |
| Neuseeland (RMNZ)            | 2× Platin                                                              | 30.000   |
| Vereinigtes Königreich (BPI) | Gold                                                                   | 100.000  |
| Insgesamt                    | 1× Gold · 4× Platin ·                                                  | 270.000  |

### The Best Of
| Land/Region                  | Auszeichnungen für Musikverkäufe (Land/Region, Auszeichnung, Verkäufe) | Verkäufe |
| ---------------------------- | ---------------------------------------------------------------------- | -------- |
| Niederlande (NVPI)           | Gold                                                                   | 50.000   |
| Vereinigtes Königreich (BPI) | Gold                                                                   | 100.000  |
| Insgesamt                    | 2× Gold ·                                                              | 150.000  |

### The Dance
| Land/Region                  | Auszeichnungen für Musikverkäufe (Land/Region, Auszeichnung, Verkäufe) | Verkäufe  |
| ---------------------------- | ---------------------------------------------------------------------- | --------- |
| Australien (ARIA)            | Platin                                                                 | 70.000    |
| Kanada (MC)                  | Platin                                                                 | 100.000   |
| Neuseeland (RMNZ)            | Platin                                                                 | 15.000    |
| Vereinigte Staaten (RIAA)    | 5× Platin                                                              | 5.000.000 |
| Vereinigtes Königreich (BPI) | Platin                                                                 | 300.000   |
| Insgesamt                    | 9× Platin ·                                                            | 5.485.000 |

### The Very Best of Fleetwood Mac
| Land/Region                  | Auszeichnungen für Musikverkäufe (Land/Region, Auszeichnung, Verkäufe) | Verkäufe    |
| ---------------------------- | ---------------------------------------------------------------------- | ----------- |
| Argentinien (CAPIF)          | Gold                                                                   | 20.000      |
| Australien (ARIA)            | 8× Platin                                                              | 560.000     |
| Belgien (BRMA)               | Platin                                                                 | 50.000      |
| Europa (IFPI)                | 2× Platin                                                              | (2.000.000) |
| Frankreich (SNEP)            | 2× Gold                                                                | 200.000     |
| Irland (IRMA)                | 3× Platin                                                              | 45.000      |
| Kanada (MC)                  | Platin                                                                 | 100.000     |
| Neuseeland (RMNZ)            | 7× Platin                                                              | 105.000     |
| Niederlande (NVPI)           | Gold                                                                   | 40.000      |
| Vereinigte Staaten (RIAA)    | 4× Platin                                                              | 4.000.000   |
| Vereinigtes Königreich (BPI) | 6× Platin                                                              | 1.800.000   |
| Insgesamt                    | 4× Gold · 33× Platin ·                                                 | 6.920.000   |

### The Best of Peter Green’s Fleetwood Mac
| Land/Region                  | Auszeichnungen für Musikverkäufe (Land/Region, Auszeichnung, Verkäufe) | Verkäufe |
| ---------------------------- | ---------------------------------------------------------------------- | -------- |
| Vereinigtes Königreich (BPI) | Gold                                                                   | 100.000  |
| Insgesamt                    | 1× Gold ·                                                              | 100.000  |

### Say You Will
| Land/Region                  | Auszeichnungen für Musikverkäufe (Land/Region, Auszeichnung, Verkäufe) | Verkäufe |
| ---------------------------- | ---------------------------------------------------------------------- | -------- |
| Kanada (MC)                  | Gold                                                                   | 50.000   |
| Neuseeland (RMNZ)            | Gold                                                                   | 7.500    |
| Vereinigte Staaten (RIAA)    | Gold                                                                   | 500.000  |
| Vereinigtes Königreich (BPI) | Gold                                                                   | 100.000  |
| Insgesamt                    | 4× Gold ·                                                              | 657.500  |

### Rumours (2004 Issue)
| Land/Region                  | Auszeichnungen für Musikverkäufe (Land/Region, Auszeichnung, Verkäufe) | Verkäufe |
| ---------------------------- | ---------------------------------------------------------------------- | -------- |
| Vereinigtes Königreich (BPI) | Gold                                                                   | 100.000  |
| Insgesamt                    | 1× Gold ·                                                              | 100.000  |

### 50 Years – Don’t Stop
| Land/Region                  | Auszeichnungen für Musikverkäufe (Land/Region, Auszeichnung, Verkäufe) | Verkäufe  |
| ---------------------------- | ---------------------------------------------------------------------- | --------- |
| Vereinigtes Königreich (BPI) | 5× Platin                                                              | 1.500.000 |
| Insgesamt                    | 5× Platin ·                                                            | 1.500.000 |

## Auszeichnungen nach Singles

### Albatross
| Land/Region                  | Auszeichnungen für Musikverkäufe (Land/Region, Auszeichnung, Verkäufe) | Verkäufe |
| ---------------------------- | ---------------------------------------------------------------------- | -------- |
| Vereinigtes Königreich (BPI) | Platin                                                                 | 600.000  |
| Insgesamt                    | 1× Platin ·                                                            | 600.000  |

### Rhiannon (Will You Ever Win)
| Land/Region                  | Auszeichnungen für Musikverkäufe (Land/Region, Auszeichnung, Verkäufe) | Verkäufe |
| ---------------------------- | ---------------------------------------------------------------------- | -------- |
| Neuseeland (RMNZ)            | 4× Platin                                                              | 120.000  |
| Vereinigtes Königreich (BPI) | Platin                                                                 | 600.000  |
| Insgesamt                    | 5× Platin ·                                                            | 720.000  |

### Say You Love Me
| Land/Region                  | Auszeichnungen für Musikverkäufe (Land/Region, Auszeichnung, Verkäufe) | Verkäufe |
| ---------------------------- | ---------------------------------------------------------------------- | -------- |
| Vereinigtes Königreich (BPI) | Silber                                                                 | 200.000  |
| Insgesamt                    | 1× Silber ·                                                            | 200.000  |

### Go Your Own Way
| Land/Region                  | Auszeichnungen für Musikverkäufe (Land/Region, Auszeichnung, Verkäufe) | Verkäufe  |
| ---------------------------- | ---------------------------------------------------------------------- | --------- |
| Dänemark (IFPI)              | Platin                                                                 | 90.000    |
| Italien (FIMI)               | Gold                                                                   | 50.000    |
| Neuseeland (RMNZ)            | 9× Platin                                                              | 270.000   |
| Spanien (Promusicae)         | Gold                                                                   | 30.000    |
| Vereinigtes Königreich (BPI) | 5× Platin                                                              | 3.000.000 |
| Insgesamt                    | 2× Gold · 15× Platin ·                                                 | 3.440.000 |

### Don’t Stop
| Land/Region                  | Auszeichnungen für Musikverkäufe (Land/Region, Auszeichnung, Verkäufe) | Verkäufe |
| ---------------------------- | ---------------------------------------------------------------------- | -------- |
| Neuseeland (RMNZ)            | 3× Platin                                                              | 90.000   |
| Vereinigtes Königreich (BPI) | Platin                                                                 | 600.000  |
| Insgesamt                    | 4× Platin ·                                                            | 690.000  |

### Dreams
| Land/Region                  | Auszeichnungen für Musikverkäufe (Land/Region, Auszeichnung, Verkäufe) | Verkäufe  |
| ---------------------------- | ---------------------------------------------------------------------- | --------- |
| Australien (ARIA)            | 15× Platin                                                             | 1.050.000 |
| Dänemark (IFPI)              | 2× Platin                                                              | 180.000   |
| Italien (FIMI)               | Platin                                                                 | 100.000   |
| Neuseeland (RMNZ)            | 16× Platin                                                             | 480.000   |
| Norwegen (IFPI)              | Gold                                                                   | 30.000    |
| Portugal (AFP)               | 2× Platin                                                              | 20.000    |
| Spanien (Promusicae)         | Platin                                                                 | 60.000    |
| Vereinigte Staaten (RIAA)    | Gold                                                                   | 1.000.000 |
| Vereinigtes Königreich (BPI) | 6× Platin                                                              | 3.600.000 |
| Insgesamt                    | 2× Gold · 43× Platin ·                                                 | 6.520.000 |

### You Make Loving Fun
| Land/Region                  | Auszeichnungen für Musikverkäufe (Land/Region, Auszeichnung, Verkäufe) | Verkäufe |
| ---------------------------- | ---------------------------------------------------------------------- | -------- |
| Neuseeland (RMNZ)            | 2× Platin                                                              | 60.000   |
| Vereinigtes Königreich (BPI) | Platin                                                                 | 600.000  |
| Insgesamt                    | 3× Platin ·                                                            | 660.000  |

### Tusk
| Land/Region                  | Auszeichnungen für Musikverkäufe (Land/Region, Auszeichnung, Verkäufe) | Verkäufe |
| ---------------------------- | ---------------------------------------------------------------------- | -------- |
| Neuseeland (RMNZ)            | Platin                                                                 | 30.000   |
| Vereinigtes Königreich (BPI) | Silber                                                                 | 250.000  |
| Insgesamt                    | 1× Silber · 1× Platin ·                                                | 280.000  |

### Sara
| Land/Region                  | Auszeichnungen für Musikverkäufe (Land/Region, Auszeichnung, Verkäufe) | Verkäufe |
| ---------------------------- | ---------------------------------------------------------------------- | -------- |
| Vereinigtes Königreich (BPI) | Silber                                                                 | 200.000  |
| Insgesamt                    | 1× Silber ·                                                            | 200.000  |

### Gypsy
| Land/Region                  | Auszeichnungen für Musikverkäufe (Land/Region, Auszeichnung, Verkäufe) | Verkäufe |
| ---------------------------- | ---------------------------------------------------------------------- | -------- |
| Neuseeland (RMNZ)            | 4× Platin                                                              | 120.000  |
| Vereinigtes Königreich (BPI) | Platin                                                                 | 600.000  |
| Insgesamt                    | 5× Platin ·                                                            | 720.000  |

### Big Love
| Land/Region                  | Auszeichnungen für Musikverkäufe (Land/Region, Auszeichnung, Verkäufe) | Verkäufe |
| ---------------------------- | ---------------------------------------------------------------------- | -------- |
| Vereinigtes Königreich (BPI) | Gold                                                                   | 400.000  |
| Insgesamt                    | 1× Gold ·                                                              | 400.000  |

### Seven Wonders
| Land/Region                  | Auszeichnungen für Musikverkäufe (Land/Region, Auszeichnung, Verkäufe) | Verkäufe |
| ---------------------------- | ---------------------------------------------------------------------- | -------- |
| Neuseeland (RMNZ)            | Platin                                                                 | 30.000   |
| Vereinigtes Königreich (BPI) | Gold                                                                   | 400.000  |
| Insgesamt                    | 1× Gold · 1× Platin ·                                                  | 430.000  |

### Little Lies
| Land/Region                  | Auszeichnungen für Musikverkäufe (Land/Region, Auszeichnung, Verkäufe) | Verkäufe  |
| ---------------------------- | ---------------------------------------------------------------------- | --------- |
| Dänemark (IFPI)              | Gold                                                                   | 45.000    |
| Neuseeland (RMNZ)            | 3× Platin                                                              | 90.000    |
| Vereinigtes Königreich (BPI) | 2× Platin                                                              | 1.200.000 |
| Insgesamt                    | 1× Gold · 5× Platin ·                                                  | 1.335.000 |

### Everywhere
| Land/Region                  | Auszeichnungen für Musikverkäufe (Land/Region, Auszeichnung, Verkäufe) | Verkäufe  |
| ---------------------------- | ---------------------------------------------------------------------- | --------- |
| Dänemark (IFPI)              | Platin                                                                 | 90.000    |
| Italien (FIMI)               | Gold                                                                   | 50.000    |
| Neuseeland (RMNZ)            | 7× Platin                                                              | 210.000   |
| Spanien (Promusicae)         | Platin                                                                 | 60.000    |
| Vereinigtes Königreich (BPI) | 6× Platin                                                              | 3.600.000 |
| Insgesamt                    | 1× Gold · 15× Platin ·                                                 | 4.010.000 |

### Songbird
| Land/Region                  | Auszeichnungen für Musikverkäufe (Land/Region, Auszeichnung, Verkäufe) | Verkäufe |
| ---------------------------- | ---------------------------------------------------------------------- | -------- |
| Vereinigtes Königreich (BPI) | Platin                                                                 | 600.000  |
| Insgesamt                    | 1× Platin ·                                                            | 600.000  |

## Auszeichnungen nach Liedern

### Landslide
| Land/Region                  | Auszeichnungen für Musikverkäufe (Land/Region, Auszeichnung, Verkäufe) | Verkäufe  |
| ---------------------------- | ---------------------------------------------------------------------- | --------- |
| Dänemark (IFPI)              | Gold                                                                   | 45.000    |
| Neuseeland (RMNZ)            | 5× Platin                                                              | 150.000   |
| Spanien (Promusicae)         | Gold                                                                   | 30.000    |
| Vereinigte Staaten (RIAA)    | Gold                                                                   | 500.000   |
| Vereinigtes Königreich (BPI) | 2× Platin                                                              | 1.200.000 |
| Insgesamt                    | 3× Gold · 7× Platin ·                                                  | 1.925.000 |

### The Chain
| Land/Region                  | Auszeichnungen für Musikverkäufe (Land/Region, Auszeichnung, Verkäufe) | Verkäufe  |
| ---------------------------- | ---------------------------------------------------------------------- | --------- |
| Dänemark (IFPI)              | Platin                                                                 | 90.000    |
| Italien (FIMI)               | Gold                                                                   | 50.000    |
| Neuseeland (RMNZ)            | 8× Platin                                                              | 240.000   |
| Spanien (Promusicae)         | Gold                                                                   | 30.000    |
| Vereinigtes Königreich (BPI) | 5× Platin                                                              | 3.000.000 |
| Insgesamt                    | 2× Gold · 14× Platin ·                                                 | 3.410.000 |

### Gold Dust Woman
| Land/Region                  | Auszeichnungen für Musikverkäufe (Land/Region, Auszeichnung, Verkäufe) | Verkäufe |
| ---------------------------- | ---------------------------------------------------------------------- | -------- |
| Neuseeland (RMNZ)            | Platin                                                                 | 30.000   |
| Vereinigtes Königreich (BPI) | Silber                                                                 | 200.000  |
| Insgesamt                    | 1× Silber · 1× Platin ·                                                | 230.000  |

### Second Hand News
| Land/Region                  | Auszeichnungen für Musikverkäufe (Land/Region, Auszeichnung, Verkäufe) | Verkäufe |
| ---------------------------- | ---------------------------------------------------------------------- | -------- |
| Vereinigtes Königreich (BPI) | Gold                                                                   | 400.000  |
| Insgesamt                    | 1× Gold ·                                                              | 400.000  |

### I Dont Want To Know
| Land/Region                  | Auszeichnungen für Musikverkäufe (Land/Region, Auszeichnung, Verkäufe) | Verkäufe |
| ---------------------------- | ---------------------------------------------------------------------- | -------- |
| Vereinigtes Königreich (BPI) | Silber                                                                 | 200.000  |
| Insgesamt                    | 1× Silber ·                                                            | 200.000  |

### Silver Springs
| Land/Region                  | Auszeichnungen für Musikverkäufe (Land/Region, Auszeichnung, Verkäufe) | Verkäufe |
| ---------------------------- | ---------------------------------------------------------------------- | -------- |
| Neuseeland (RMNZ)            | Platin                                                                 | 30.000   |
| Vereinigtes Königreich (BPI) | Gold                                                                   | 400.000  |
| Insgesamt                    | 1× Gold · 1× Platin ·                                                  | 430.000  |

### Never Going Back Again
| Land/Region                  | Auszeichnungen für Musikverkäufe (Land/Region, Auszeichnung, Verkäufe) | Verkäufe |
| ---------------------------- | ---------------------------------------------------------------------- | -------- |
| Neuseeland (RMNZ)            | 2× Platin                                                              | 60.000   |
| Vereinigtes Königreich (BPI) | Platin                                                                 | 600.000  |
| Insgesamt                    | 3× Platin ·                                                            | 660.000  |

## Auszeichnungen nach Videoalben

### In Concert: Mirage Tour ’82
| Land/Region       | Auszeichnungen für Musikverkäufe (Land/Region, Auszeichnung, Verkäufe) | Verkäufe |
| ----------------- | ---------------------------------------------------------------------- | -------- |
| Australien (ARIA) | 2× Platin                                                              | 30.000   |
| Neuseeland (RMNZ) | Platin                                                                 | 5.000    |
| Insgesamt         | 3× Platin ·                                                            | 45.000   |

### Tango in the Night
| Land/Region               | Auszeichnungen für Musikverkäufe (Land/Region, Auszeichnung, Verkäufe) | Verkäufe |
| ------------------------- | ---------------------------------------------------------------------- | -------- |
| Australien (ARIA)         | Gold                                                                   | 7.500    |
| Vereinigte Staaten (RIAA) | Gold                                                                   | 50.000   |
| Insgesamt                 | 2× Gold ·                                                              | 57.500   |

### The Dance
| Land/Region                  | Auszeichnungen für Musikverkäufe (Land/Region, Auszeichnung, Verkäufe) | Verkäufe |
| ---------------------------- | ---------------------------------------------------------------------- | -------- |
| Australien (ARIA)            | 9× Platin                                                              | 135.000  |
| Neuseeland (RMNZ)            | 6× Platin                                                              | 30.000   |
| Vereinigte Staaten (RIAA)    | Platin                                                                 | 100.000  |
| Vereinigtes Königreich (BPI) | Platin                                                                 | 50.000   |
| Insgesamt                    | 17× Platin ·                                                           | 315.000  |

### Live in Boston
| Land/Region                  | Auszeichnungen für Musikverkäufe (Land/Region, Auszeichnung, Verkäufe) | Verkäufe |
| ---------------------------- | ---------------------------------------------------------------------- | -------- |
| Vereinigte Staaten (RIAA)    | Platin                                                                 | 100.000  |
| Vereinigtes Königreich (BPI) | Gold                                                                   | 25.000   |
| Insgesamt                    | 1× Gold · 1× Platin ·                                                  | 125.000  |

## Statistik und Quellen
| Land/RegionAuszeichnungen für Musikverkäufe (Land/Region, Auszeichnungen, Verkäufe, Quellen) | Silber     | Gold       | Platin         | Diamant     | Verkäufe    | Quellen                                                     |
| -------------------------------------------------------------------------------------------- | ---------- | ---------- | -------------- | ----------- | ----------- | ----------------------------------------------------------- |
| Argentinien (CAPIF)                                                                          | —          | Gold1      | —              | —           | 20.000      | capif.org.ar (Memento vom 6. Juli 2011 im Internet Archive) |
| Australien (ARIA)                                                                            | —          | 2× Gold2   | 71× Platin71   | —           | 4.497.500   | aria.com.au                                                 |
| Belgien (BRMA)                                                                               | —          | Gold1      | 2× Platin2     | —           | 125.000     | ultratop.be                                                 |
| Dänemark (IFPI)                                                                              | —          | 2× Gold2   | 12× Platin12   | —           | 680.000     | ifpi.dk                                                     |
| Deutschland (BVMI)                                                                           | —          | 4× Gold4   | 5× Platin5     | —           | 3.500.000   | musikindustrie.de                                           |
| Europa (IFPI)                                                                                | —          | —          | 2× Platin2     | —           | (2.000.000) | ifpi.org (Memento vom 15. Oktober 2013 im Internet Archive) |
| Frankreich (SNEP)                                                                            | —          | 5× Gold5   | Platin1        | —           | 800.000     | snepmusique.com                                             |
| Hongkong (IFPI/HKRIA)                                                                        | —          | 2× Gold2   | Platin1        | —           | 40.000      | ifpihk.org                                                  |
| Irland (IRMA)                                                                                | —          | —          | 6× Platin6     | —           | 105.000     | irishcharts.ie                                              |
| Island (IFPI)                                                                                | —          | —          | Platin1        | —           | 5.000       | Einzelnachweise                                             |
| Italien (FIMI)                                                                               | —          | 3× Gold3   | 2× Platin2     | —           | 300.000     | fimi.it                                                     |
| Kanada (MC)                                                                                  | —          | Gold1      | 9× Platin9     | 2× Diamant2 | 2.950.000   | musiccanada.com                                             |
| Neuseeland (RMNZ)                                                                            | —          | 3× Gold3   | 114× Platin114 | —           | 2.717.500   | aotearoamusiccharts.co.nz NZ2 NZ3                           |
| Niederlande (NVPI)                                                                           | —          | 3× Gold3   | 4× Platin4     | —           | 540.000     | nvpi.nl                                                     |
| Norwegen (IFPI)                                                                              | —          | Gold1      | —              | —           | 30.000      | ifpi.no                                                     |
| Portugal (AFP)                                                                               | —          | Gold1      | 2× Platin2     | —           | 23.500      | Einzelnachweise                                             |
| Schweiz (IFPI)                                                                               | —          | 2× Gold2   | Platin1        | —           | 100.000     | hitparade.ch                                                |
| Spanien (Promusicae)                                                                         | —          | 5× Gold5   | 5× Platin5     | —           | 610.000     | elportaldemusica.es                                         |
| Südafrika (RISA)                                                                             | —          | 2× Gold2   | —              | —           | 50.000      | Einzelnachweise                                             |
| Vereinigte Staaten (RIAA)                                                                    | —          | 8× Gold8   | 38× Platin38   | 2× Diamant2 | 59.870.000  | riaa.com                                                    |
| Vereinigtes Königreich (BPI)                                                                 | 5× Silber5 | 13× Gold13 | 78× Platin78   | —           | 36.075.000  | bpi.co.uk                                                   |
| Insgesamt                                                                                    | 5× Silber5 | 59× Gold59 | 354× Platin354 | 4× Diamant4 |             |                                                             |